# Torsten Voss
Torsten Voss (* 23. května 1963) je bývalý atlet – desetibojař, reprezentující NDR.

## Kariéra

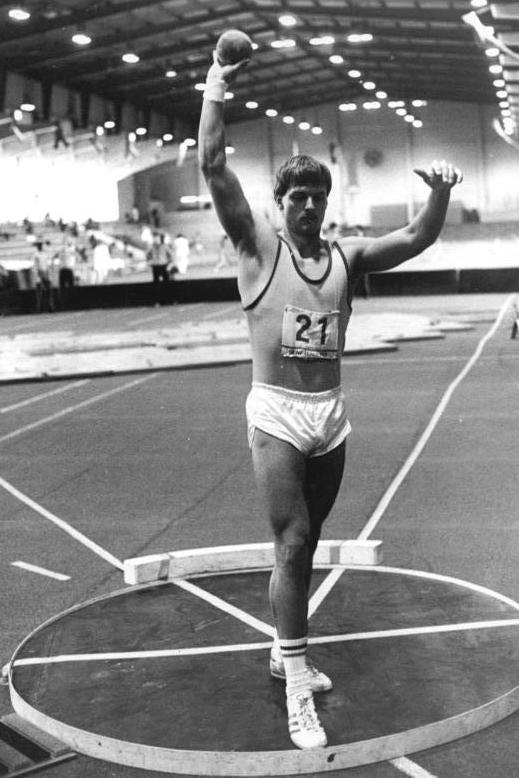
Torsten Voss

Jeho prvním úspěchem bylo druhé místo na mistrovství Evropy juniorů v desetiboji v roce 1981. O rok později na závodech v Erfurtu ustanovil dosud platný juniorský světový rekord v desetiboji s celkovým počtem získaných bodů 8397. Mezi dospělými desetibojaři skončil při premiéře světového šampionátu v Helsinkách v roce 1983 sedmý. Na následujícím mistrovství světa v Římě o čtyři roky později v této disciplíně zvítězil. V roce 1988 získal stříbrnou medaili v desetiboji na olympiádě v Soulu.
Po skončení atletické kariéry se věnoval bobům, získal celkem tři medaile na mistrovství světa, na olympiádě v Naganu v roce 1998 skončil s německým čtyřbobem sedmý.

## Osobní rekordy
- Desetiboj – 8680 bodů (Řím, 1987)